# Eriosomatini
Sous-famille
Les Eriosomatini sont une tribu de la famille Aphididae et de la sous-famille Eriosomatinae.

## Présentation
La tribu a été créée en 1920 par l'entomologiste américain Arthur Challen Baker (d) (1875-1959),.
Selon BioLib, la tribu Eriosomatini a 14 genres et un genre fossile :

### Genres
- genre Aphidounguis Takahashi, 1963
- genre Byrsocryptoides Dzhibladze, 1960
- genre Colopha Monell, 1877
- genre Colophina Börner, 1931
- genre Eriosoma Leach, 1818
- genre Gharesia Stroyan, 1963
- genre Hemipodaphis David, Narayanan & Rajasingh, 1972
- genre Kaltenbachiella Schouteden, 1906
- genre Paracolopha Hille Ris Lambers, 1966
- genre Schizoneurata Hille Ris Lambers, 1973
- genre Schizoneurella Hille Ris Lambers, 1973
- genre Siciunguis Zhang & Qiao, 1999
- genre Tetraneura Hartig, 1841
- genre Zelkovaphis Barbagallo, 2002

### Genre fossile
- genre †Tetraneurites Heie, 2002

## Publication originale
- (en) A. C. Baker., Generic classification of the hemipterous family Aphididae. United States Department of Agriculture Bulletin 826:1-109, 1920